# Said Mamun Abu al-Fadl

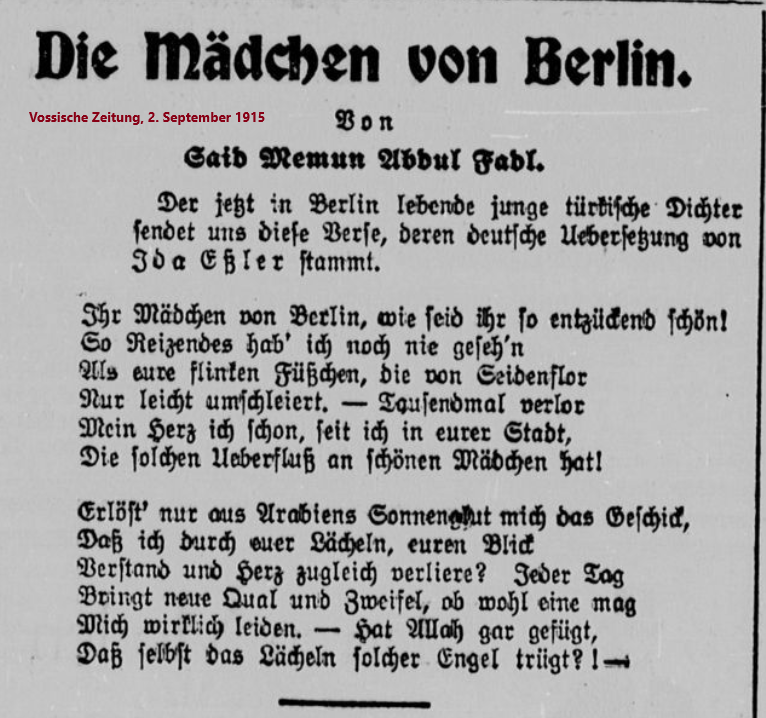
Gedicht Die Mädchen von Berlin von Said Mamun Abu al-Fadl, Vossische Zeitung, 1915.

Said Mamun Abu al-Fadl (arabisch سعيد مأمون أبو الفضل, DMG Saʿīd Maʾmūn Abū l-Faḍl, geb. 1891, gest. im 20. Jahrhundert), damals bekannt als Said Memun Abul Fadl, war ein Armeeoffizier des Osmanischen Reiches im 1. Weltkrieg, Mitarbeiter der deutschen Nachrichtenstelle für den Orient und Publizist zu Islam- und Orientthemen in deutschen Zeitungen und Zeitschriften.

## Leben
Abu al-Fadl wurde 1891 geboren und stammte aus Medina im Hidschaz im heutigen Westen Saudi-Arabiens. 1910 ging er nach Istanbul.
Während des Ersten Weltkriegs wurde er 1915 nach Deutschland geschickt, wo er als Mitarbeiter der Nachrichtenstelle für den Orient arbeitete. Die Nachrichtenstelle versuchte mit propagandistischen und geheimdienstlichen Methoden, Muslime in der islamischen Welt auf Seiten Deutschlands gegen dessen Kriegsgegner – insbesondere Frankreich, Großbritannien, Russland und Italien – zu mobilisieren.
Während seiner Zeit in Deutschland publizierte Abu al-Fadl in mehreren deutschen Medien, darunter in der Vossischen Zeitung, den Hamburger Nachrichten, dem Berliner Tageblatt und Nord und Süd.
Spätestens im Mai 1917 wurde er als Ordonnanzoffizier für das deutsche Heer auf dem Balkan versetzt. Sein weiteres Schicksal ist unbekannt.

## Publikationen
Als Said Memun Abul Fadl
- Was die Einwohner der heiligen Stätten des Islam über die Deutschen denken. In: Hamburger Nachrichten, 16. Juni 1915, Morgen-Ausgabe: Scheich Abdul Asis Tschauisch. In: KNO, 1 (1915) 10, S. 1–2.
- als Said Memun Abdul Fadl: Die Mädchen von Berlin (Gedicht). In: Vossische Zeitung, 2. September 1915, Abend-Ausgabe, S. 5.
- als Said Meemun Abdul Fadl: Die Feinde des Islam. In: Vossische Zeitung, 8. September 1915, S. 1–2.

- Die "Aushungerung" Arabiens. In: Vossische Zeitung, 22. Oktober 1915, Morgen-Ausgabe, S. 1–2.
- Die Frauen des Islams und der Weltkrieg. In: Nord und Süd, 40. Jahrgang, 1915, S. 171–174.

- Theater im Orient. In: Berliner Tageblatt, 20. Januar 1916, Abend-Ausgabe, S. 2.

- Sprechen Sie türkisch? Zwei Erwiderungen und eine Antwort. In: Vossische Zeitung, 22. Januar 1916, Morgen-Ausgabe, S. 2.
- Zur Kultur und Verwertung der Dattelpalme im Gebiet von Medina, in: Archiv für Wirtschaftsforschung im Orient, Weimar, Ausgabe 1, Nr. 2 (Juli 1916), 296–305.

- Pilgerfahrten durch die Wüste von Medina nach Mekka, In: Berliner Tageblatt, 7. Mai 1917.
- Der Islam und seine modernistischen Strömungen, 1917.